# Горења Немшка вас
Горења Немшка вас (словен. Gorenja Nemška vas) је насељено место у општини Требње, регија Југоисточна Словенија, Словенија.

## Историја
До територијалне реорганизације у Словенији било је у саставу старе општине Требње.

## Становништво
У попису становништва из 2011. године, Горења Немшка вас је имало 114 становника.
| Број становника према пописима | Број становника према пописима | Број становника према пописима |
| ------------------------------ | ------------------------------ | ------------------------------ |
| 1991                           | 2002                           | 2011                           |
| 50                             | 57                             | 114                            |

Напомена: Године 2016. извршена је мала размена територија између насеља Горења Немшка вас, Рожни Врх и Студенец.